# Bulbophyllum psychoon
Bulbophyllum psychoon (tên tiếng Anh là Butterfly Egg Bulbophyllum) là một loài phong lan.